# Leioa
Leioa en basque ou Lejona en espagnol est une commune de Biscaye dans la communauté autonome du Pays basque en Espagne.
Le nom officiel de la ville est Leioa et il y a un peu plus de 30 000 habitants située au nord de l'agglomération de Bilbao. C'est dans cette ville que se situe le principal campus de l'Université publique basque (UPV/EHU).

## Toponymie
Le nom de Leioa paraît provenir de l'anthroponyme latin Laelius, possesseur de terres ou peut-être de ville qui donnera lieu plus tard à la municipalité. En castillan ancien on connaissait la municipalité comme Lexona, transformé après l'évolution phonétique du x/j (XVIIe siècle) en Lejona (tout comme Xerez → Jerez).
Une autre possible origine de ce toponyme est que Leioa provient du mot basque leihoa, qui signifie fenêtre. On a ainsi appelé cette commune, parce qu'à partir de celle-ci on avait une vue à la mer (il y a de nombreuses années), et c'est pourquoi on disait que c'était une «fenêtre à la mer».

## Géographie

### Quartiers
Les quartiers de Leioa sont : Aketxe, Artatza, Aldekoena, Artatzagana, Basaez (connu aussi sous le nom de San Bartolome), Donibane-San Juan, Elexalde, Ibaiondo-Santa Ana, Ikea Mendi, Iturribide, Lamiako, Lertutze, Mendibil, Ondiz, Peruri, Pinueta, Santi Mami, Santsoena, Sarriena, Tellería, Lamiako-Txopoeta, Txorierri, Udondo et Zuhatzu.

## Histoire
Depuis ses origines, en 1526, Leioa a été une municipalité composée de fermes dispersées consacrées au bétail et la culture de la terre. Avec l'arrivée de l'industrialisation à la fin du XIXe siècle, commence une nouvelle ère : on crée de nouveaux espaces pour la construction de logements, l'industrie, le loisir... Mais le grand changement de Leioa se produit dans les années 1960 avec l'implantation d'importantes entreprises qui élèvent le niveau de vie d'une population croissante. La croissance démographique et le développement urbain important continue jusqu'à nos jours.

## Économie

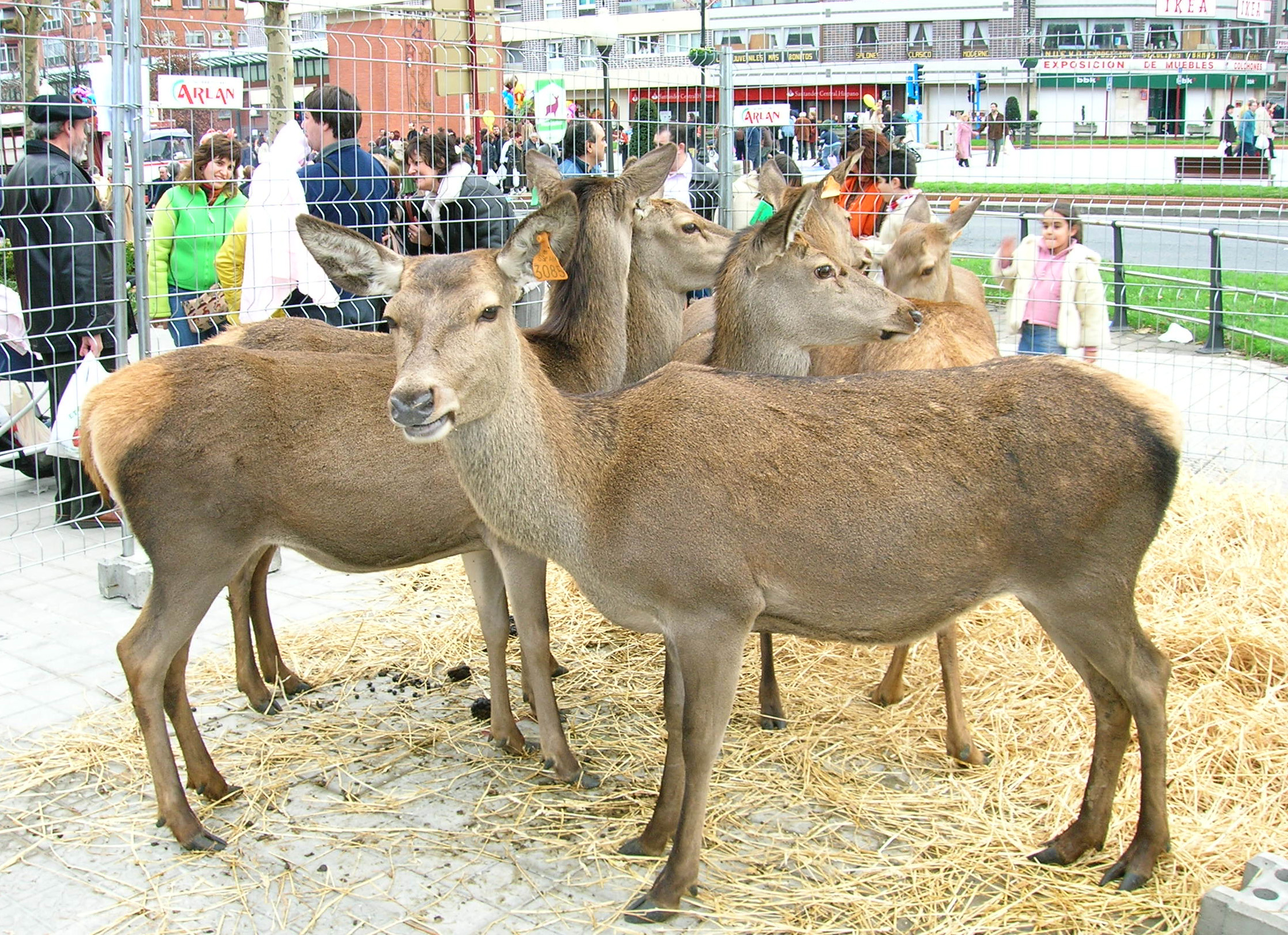
Cerfs à la foire agricole et élevage de Leioa

Elle compte avec industrie de l'acier, la chimie, la mécanique, l'alimentaire et celle du verre.
Dans cette municipalité, est situé le Campus principal (y compris le réseau du Rectorat) de l'Université du Pays basque. Les facultés ici sont la Faculté de médecine et odontologie, Faculté des sciences et technologies, faculté de Beaux Arts, de faculté de Sciences Sociales et de l'information, école universitaire de relations de travail, école universitaire d'infirmerie, école d'hôtellerie. Elle possède une salle de classe Magna, l'unité de biophysique du CSIC et le plus grand centre poli sportif[Quoi ?] universitaire de tout le Pays basque.

### Sources
- (es) Cet article est partiellement ou en totalité issu de l’article de Wikipédia en espagnol intitulé « Lejona » (voir la liste des auteurs).